# Notommata groenlandica
Notommata groenlandica är en hjuldjursart som beskrevs av Bergendal 1892. Notommata groenlandica ingår i släktet Notommata och familjen Notommatidae. Arten är reproducerande i Sverige. Inga underarter finns listade i Catalogue of Life.